# Bodotria
Bodotria is een geslacht van zeekomma's dat behoort tot de familie Bodotriidae. Het omvat de volgende soorten:
| - Bodotria africana Zimmer, 1908 - Bodotria alata Bacescu & Muradian, 1975 - Bodotria angusta Harada, 1967 - Bodotria arenosa Goodsir, 1843 - Bodotria arianii Petrescu, 2003 - Bodotria armata Tafe & Greenwood, 1996 - Bodotria armoricana Le Loeuff & Intes, 1977 - Bodotria australis Stebbing, 1912 - Bodotria bineti Le Loeuff & Intes, 1977 - Bodotria biocellata Radhadevi & Kurian, 1989 - Bodotria biplicata Gamo, 1964 - Bodotria carinata Gamo, 1964 - Bodotria choprai Kurian, 1951 - Bodotria clara Day, 1978 - Bodotria corallina Muhlenhardt-Siegel, 2000 - Bodotria cribraria Le Loeuff & Intes, 1972 - Bodotria depressa Harada, 1967 - Bodotria dispar Harada, 1967 | - Bodotria elevata Jones, 1960 - Bodotria falsinus Day, 1978 - Bodotria furugelmiensis Tzareva & Vassilenko, 2006 - Bodotria gibba (Sars, 1878) - Bodotria glabra Jones, 1955 - Bodotria intermedia Le Loeuff & Intes, 1977 - Bodotria iroensis Harada, 1967 - Bodotria laevigata Le Loeuff & Intes, 1977 - Bodotria lata Jones, 1956 - Bodotria maculosa Hale, 1944 - Bodotria magna Zimmer, 1921 - Bodotria minuta Kurian, 1961 - Bodotria montagui Stebbing, 1912 - Bodotria nitida Day, 1978 - Bodotria nuda Harada, 1967 - Bodotria ovalis Gamo, 1965 - Bodotria ozolinshi Tsareva & Vassilenko, 1993 - Bodotria parva Calman, 1907 | - Bodotria parvui Petrescu, 2008 - Bodotria platybasis Radhadevi & Kurian, 1981 - Bodotria prionura Zimmer, 1952 - Bodotria pulchella (Sars, 1878) - Bodotria pulex (Zimmer, 1903) - Bodotria rugosa Gamo, 1963 - Bodotria scorpioides (Montagu, 1804) - Bodotria serica Day, 1978 - Bodotria serrata Harada, 1967 - Bodotria serrulata Gamo, 1965 - Bodotria setoensis Harada, 1967 - Bodotria similis Calman, 1907 - Bodotria spinifera Gamo, 1986 - Bodotria sublevis Calman, 1907 - Bodotria tenuis Day, 1978 - Bodotria tosaensis Harada, 1967 - Bodotria unacarina Muhlenhardt-Siegel, 2003 |  |